# Innishannon
Innishannon (irisch Inis Eonáin) ist ein Ort im County Cork in der Republik Irland. Im Jahre 2022 lebten dort 1043 Einwohner, womit sich die Einwohnerzahl seit 1996 mehr als verdoppelt hat (damals 498).
Innishannon liegt zwischen Cork und Bandon am River Bandon. Ein Bahnhof etwa drei Kilometer vom Dorf entfernt bediente Innishannon bis 1961, dann wurde die Bahnverbindung stillgelegt.
Zu den prominenten Bewohnern gehört die Autorin Alice Taylor. 

## Söhne und Töchter der Gemeinde
- Alfred Duggan-Cronin (1874–1954), irisch-südafrikanischer Fotograf
- James Vincent Murphy (1880–1946), Übersetzer, Schriftsteller und Journalist